# نام من رانی است
نام من رانی است (به تامیلی: Rani Mera Naam) فیلمی محصول سال ۱۹۷۲ و به کارگردانی کی.اس. آر داس است. در این فیلم بازیگرانی همچون آجیت خان، مادان پوری، آشوک کومار، سری دوی، افتخار ایفای نقش کرده‌اند.